# Pétrus Borel

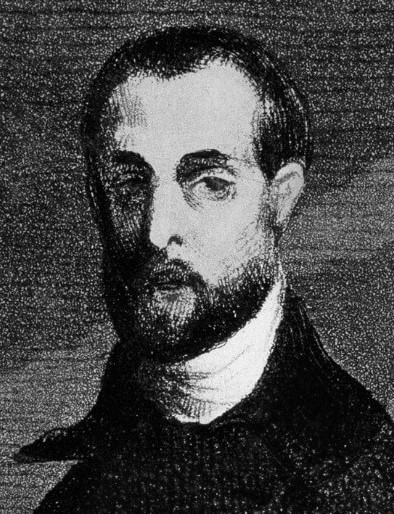
Borel in 1839

Pétrus Borel (Lyon, 26 juni 1809 – Mostaganem (Algerije), 14 juli 1859) was een Franse schrijver, dichter en vertaler.

## Leven
Joseph-Pétrus Borel d'Hauterive werd geboren in Lyon als twaalfde van veertien kinderen van een metaalhandelaar. Hij brak zijn studie architectuur in Parijs af voor de literatuur. Bijgenaamd le lycanthrope ('de wolvenman') was hij in Parijs het middelpunt van een kring bohemiens. Hij stond bekend om zijn fantastische en excentrieke geschriften, die te beschouwen zijn als voorlopers van het surrealisme. Hij kende echter geen commercieel succes en kreeg uiteindelijk via zijn vrienden, onder wie Théophile Gautier, een baan als ambtenaar. Borel stierf in Mostaganem in Algerije. 

## Werk
- Rhapsodies (1831)
- Champavert, contes immoraux (1833)
- Madame Putiphar (1839)